# Комплементарная ДНК
Комплементарная ДНК (кДНК, англ. сDNA) — это ДНК, синтезированная на матрице зрелой мРНК в реакции, катализируемой обратной транскриптазой. 
кДНК часто используется для клонирования генов эукариот в прокариотах. Комплементарная ДНК также образуется ретровирусами (ВИЧ-1, ВИЧ-2, Вирусом иммунодефицита обезьян) и затем интегрируется в ДНК хозяина, образуя провирус.
Центральная догма молекулярной биологии постулирует, что в процессе синтеза белка ДНК транскрибируется в мРНК, и мРНК далее транслируется в белки. Одним из различий между прокариотами и эукариотами является то, что гены эукариот могут содержать интроны — некодирующие последовательности, которые вырезаются из незрелой мРНК в процессе сплайсинга. Гены прокариот не имеют интронов, поэтому прокариотические мРНК не подвергаются сплайсингу.
Часто гены эукариот удается экспрессировать в клетках прокариот. В наиболее простом случае, метод предполагает встраивание эукариотической ДНК в геном прокариот, далее транскрипцию ДНК в мРНК и затем трансляцию мРНК в белки. Клетки прокариот не имеют ферментов для вырезания интронов, и поэтому интроны из ДНК эукариот должны быть вырезаны до момента встраивания в геном прокариот. ДНК, комплементарная зрелой мРНК, таким образом, называется комплементарной ДНК — cDNA (кДНК). Для успешной экспрессии белков, закодированных в эукариотической cDNA в прокариотах, требуются также регуляторные элементы прокариотических генов (например, промоторы).
Одним из методов для получения необходимого гена (молекулы ДНК), которая будет подлежать репликации (клонированию) с выходом значительного количества реплик, является конструирование на мРНК комплементарной относительно неё ДНК (кДНК). Этот метод требует применения обратной транскриптазы - фермента, который присутствует в некоторых РНК-содержащих вирусах и обеспечивает синтез ДНК на РНК матрице.
Метод широко применяется для получения кДНК и включает в себя выделение из тотальной мРНК такой мРНК, которая кодирует трансляцию определенного белка (например, интерферона, инсулина) с дальнейшим синтезом на этой мРНК как на матрице необходимой кДНК с помощью обратной транскриптазы.
Ген, который был получен с помощью вышеуказанной процедуры (кДНК), необходимо ввести в бактериальную клетку таким образом, чтобы он интегрировался в её геном. Для этого формируют рекомбинантную ДНК, которая состоит из кДНК и особенной молекулы ДНК, которая правит как проводник, или вектор, способный проникать реципиенту в клетку. В роли векторов для кДНК применяют вирусы или плазмиды. Плазмиды - это небольшие кольцевые молекулы ДНК, которые находятся отдельно от нуклеоида бактериальной клетки, содержат в своем составе несколько важных для функции всей клетки генов (например, гены стойкости к антибиотикам и могут реплицироваться независимо от основного генома (ДНК) клетки. Биологически важными и практически полезными для генной инженерии свойствами плазмида являются их способность к переходу из одной клетки в другую по механизму трансформации или конъюгации, а также способность включаться в бактериальную хромосому и реплицироваться вместе с ней.